# 曼喬 (堪薩斯州)
曼喬（英語：Munjor）是位於美國堪薩斯州埃利斯縣的一個人口普查指定地區。

## 人口
根據2010年美國人口普查的數據，曼喬的面積為5.97平方千米，當中陸地面積為5.97平方千米，而水域面積為0.00平方千米。當地共有人口232人，而人口密度為每平方千米38.86人。